# Chyanam
Chyanam – gaun wikas samiti we wschodniej części Nepalu w strefie Sagarmatha w dystrykcie Okhaldhunga. Według nepalskiego spisu powszechnego z 2001 roku liczył on 607 gospodarstw domowych i 3109 mieszkańców (1651 kobiet i 1458 mężczyzn).